# Sharp
Sharp Corporation (яп. シャープ株式会社 Ся:пу кабусикигайся) — японская корпорация, производитель электроники.

## История

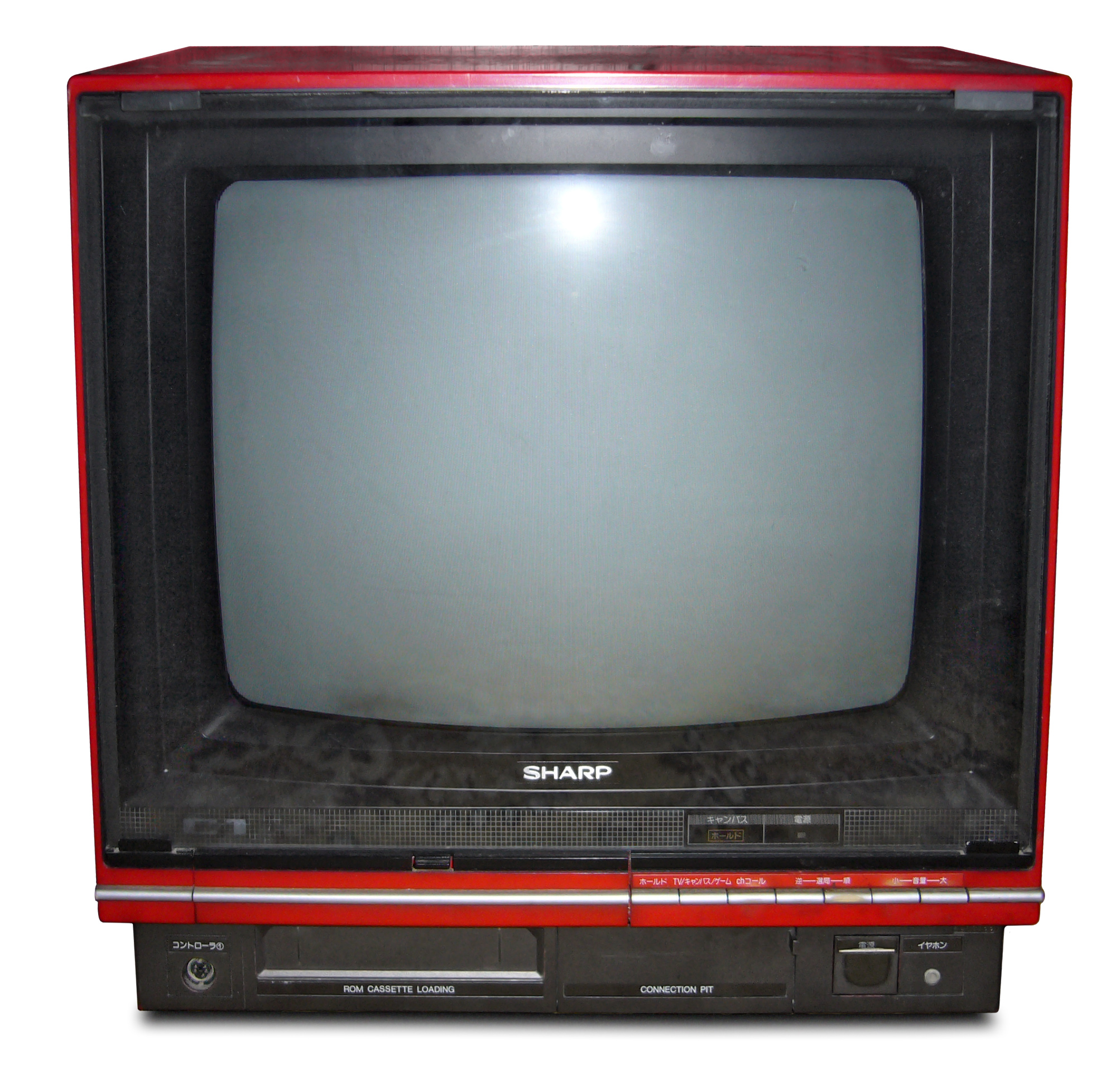
Телевизор Sharp со встроенной игровой консолью Nintendo Famicom
(выпуск с 1983 года)

История корпорации Sharp началась 15 сентября 1912, когда молодой токиец Токудзи Хаякава зарегистрировал свою фирму по ремонту металлоизделий. Под офис Хаякава арендовал небольшое помещение в центре Токио. Он придумал пряжку для ремней западного стиля под названием «Токубидзё». В 1915 Хаякава запатентовал и наладил производство механического карандаша в никелевом корпусе, который позиционировался как «вечно острый» (англ. ever-sharp pencil), поскольку не требовал заточки. Это и дало в дальнейшем название корпорации (англ. sharp — острый). В сентябре 1923 года карандашная фабрика сгорела во время пожара. Восстанавливать завод у Хаякавы не было сил, и он создал новую карандашную фабрику «Hayakawa Metal Works» в Осаке, где по нынешнее время располагается штаб-квартира Sharp Corporation.
В 1925 году Хаякава, увидев в одном из магазинов радиоприёмник, решил связать свою судьбу с производством радио. О принципах радио и основах электричества Хаякава ничего не знал, но решил собрать радиоприёмник на свой страх и риск. В апреле того же года он собрал первый работающий радиоприёмник, которому впервые было присвоено имя Sharp. Пережив трудные военные и послевоенные годы, компания Sharp начала наращивать выпуск радиоприёмников.

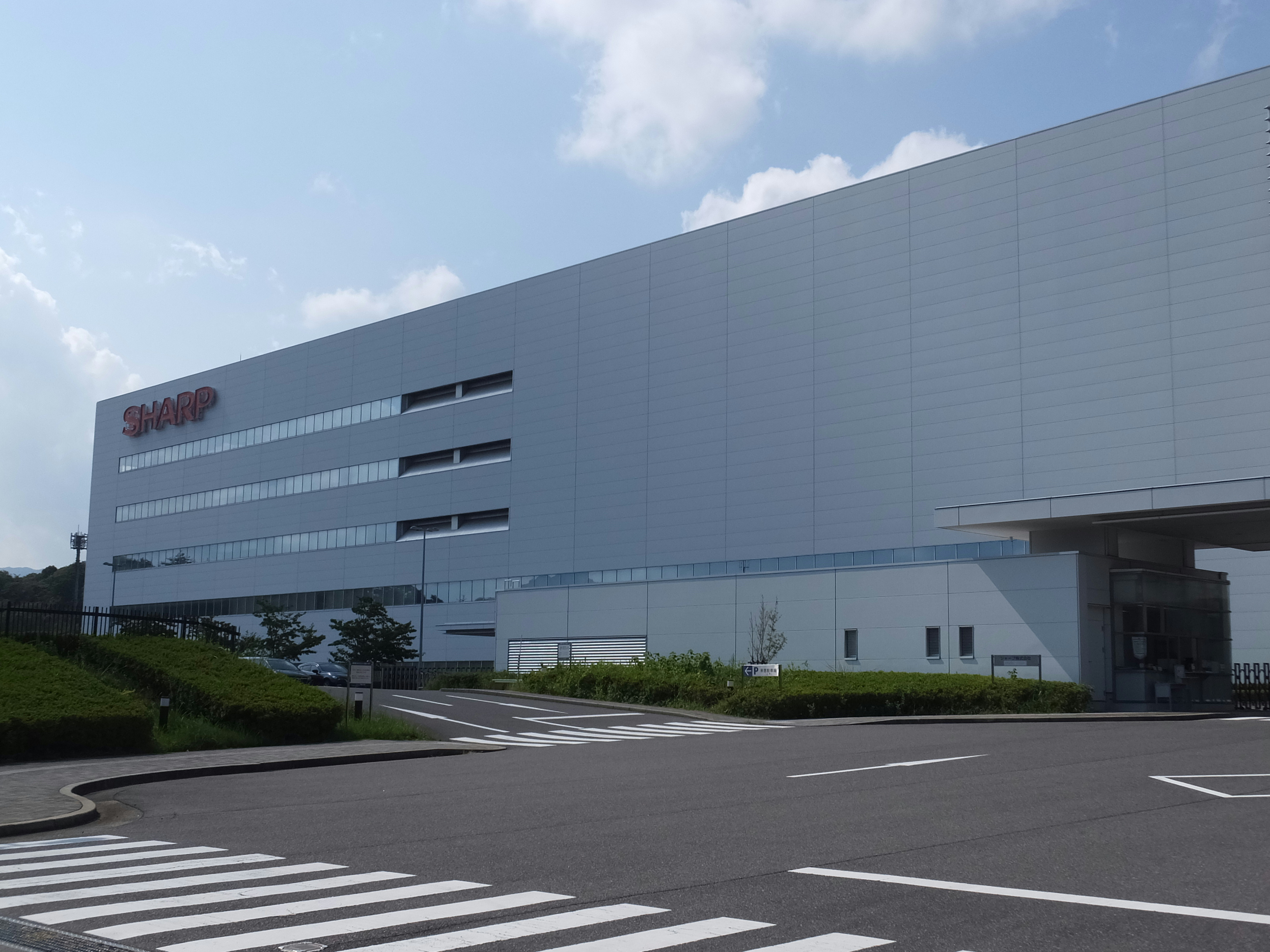
Завод Sharp в городе Камеяма

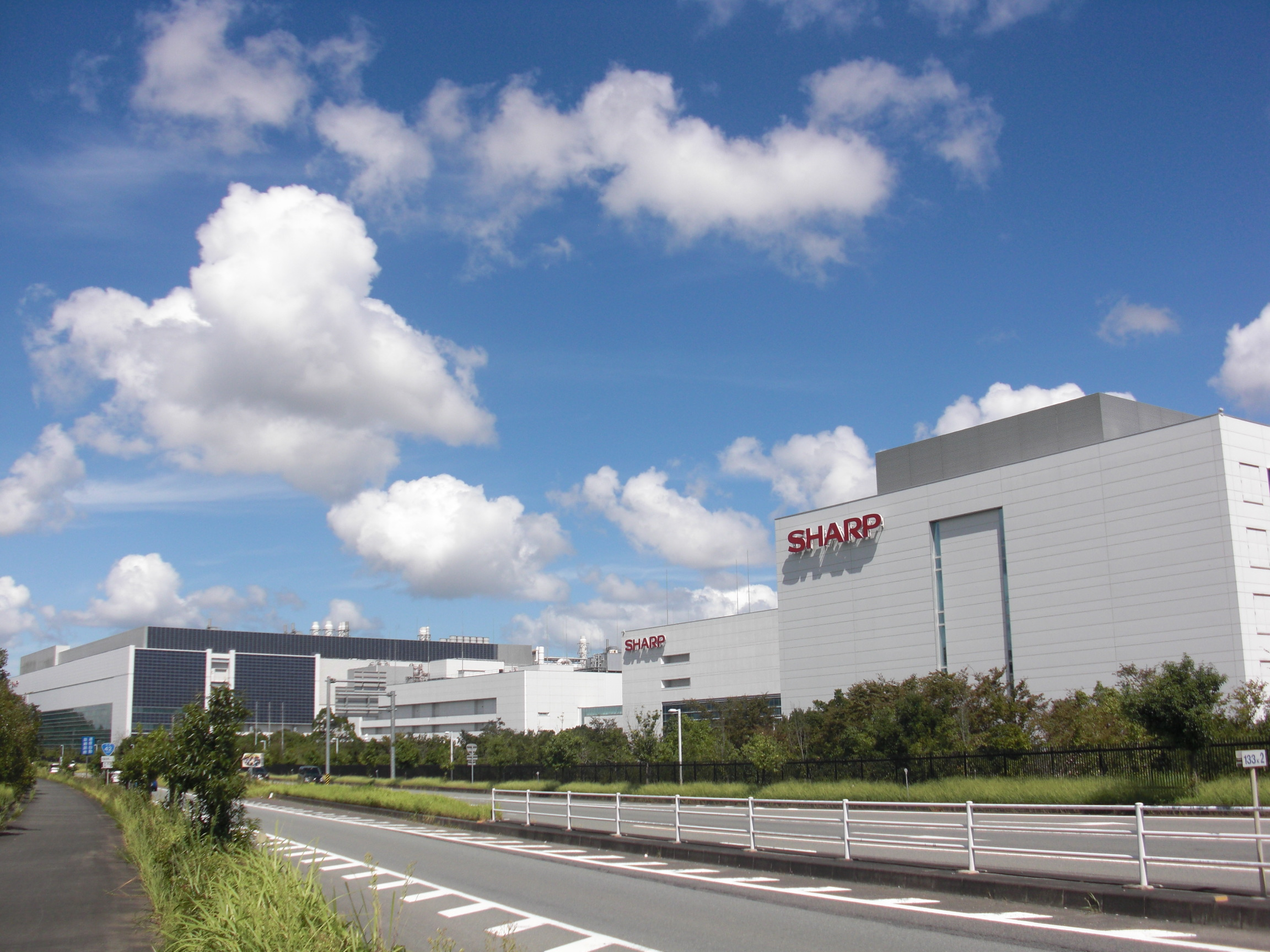
Завод Sharp в посёлке Таки

После демонстрации в 1926 в США телевизионного изображения Токудзи Хаякава попутно занялся телевизионной технологией. В 1951 компания продемонстрировала первый в стране работающий прототип телевизора, а в 1952 заключила лицензионное соглашение с американской корпорацией RCA. Первая модель телевизора носила маркировку Sharp TV3-14T.
В 1952 фирма выпустила свои первые стиральную машину и холодильник. В 1961 была разработана первая в стране микроволновая печь, уже на следующий год пущенная в массовое производство.
В настоящее время Sharp представляет собой широкую сеть филиалов, занимающихся производством и маркетингом продукции, а также несколько больших научно-исследовательских центров и лабораторий, занятых разработкой новых технологий. Производственная сфера деятельности корпорации включает в себя производство бытовой, офисной техники, видеоэлектроники, информационных систем и электронных компонентов.
Президентом корпорации с марта 2012 года является Такаси Окуда.

Уставный капитал корпорации, по состоянию на 31 августа 2001 года, составляет 204 153 миллионов японских иен (1,66 млрд $).
25 февраля 2016 года Совет директоров одобрил продажу компании тайваньской Foxconn Technology Group за 700 млрд иен (6,24 млрд $). 30 марта 2016 года Foxconn купила 66 % акций за 388,8 млрд иен (3,47 млрд $).

## Продукция Sharp
- Одна из магнитол середины 80-х — Sharp WQ-267Z (BK) Группа теле- и видеосистем.
- Группа связи и аудиосистем.
- Группа бытовых приборов.

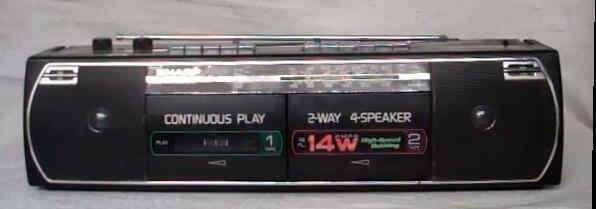
Одна из магнитол середины 80-х — Sharp WQ-267Z (BK)

- Группа информационного оборудования.
- Группа печатающих и копировальных систем.
- Группа микросхем.
- Группа электронных компонентов.
- Группа жидкокристаллических дисплеев.

Optonica — подразделение Sharp, выпускающее технику высокого класса (акустика, аудиоаппаратура).
Всего структура корпорации Sharp насчитывает 27 торговых отделений в 23 странах мира, 24 производственные базы в 14 странах, 9 представительств в 5 странах, 5 научно-исследовательских баз в 3 странах. По всему миру в корпорации Sharp работает 58 400 человек, в том числе 30 900 человек — в Японии.

## Основные события в истории корпорации

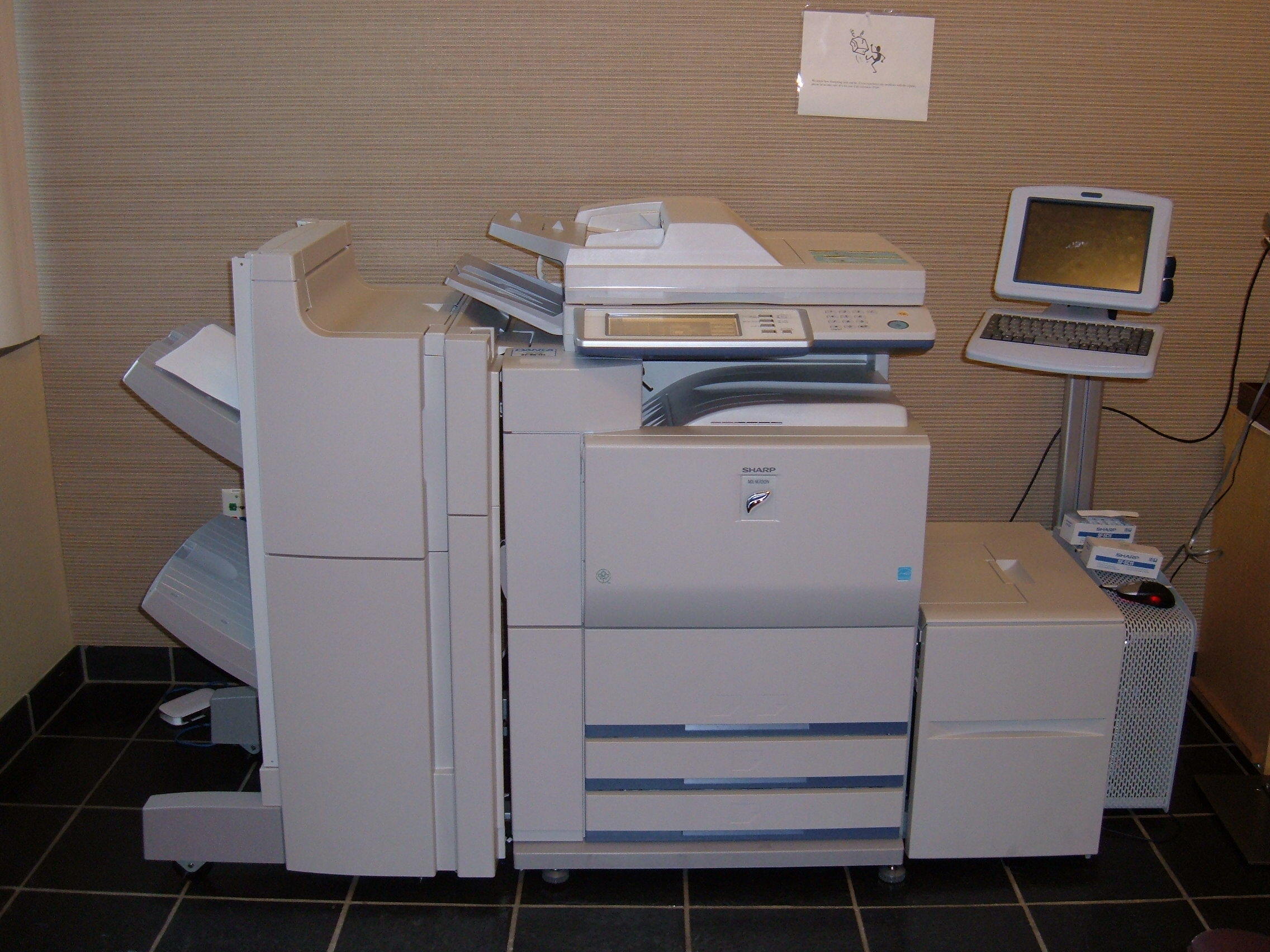
Принтер Sharp

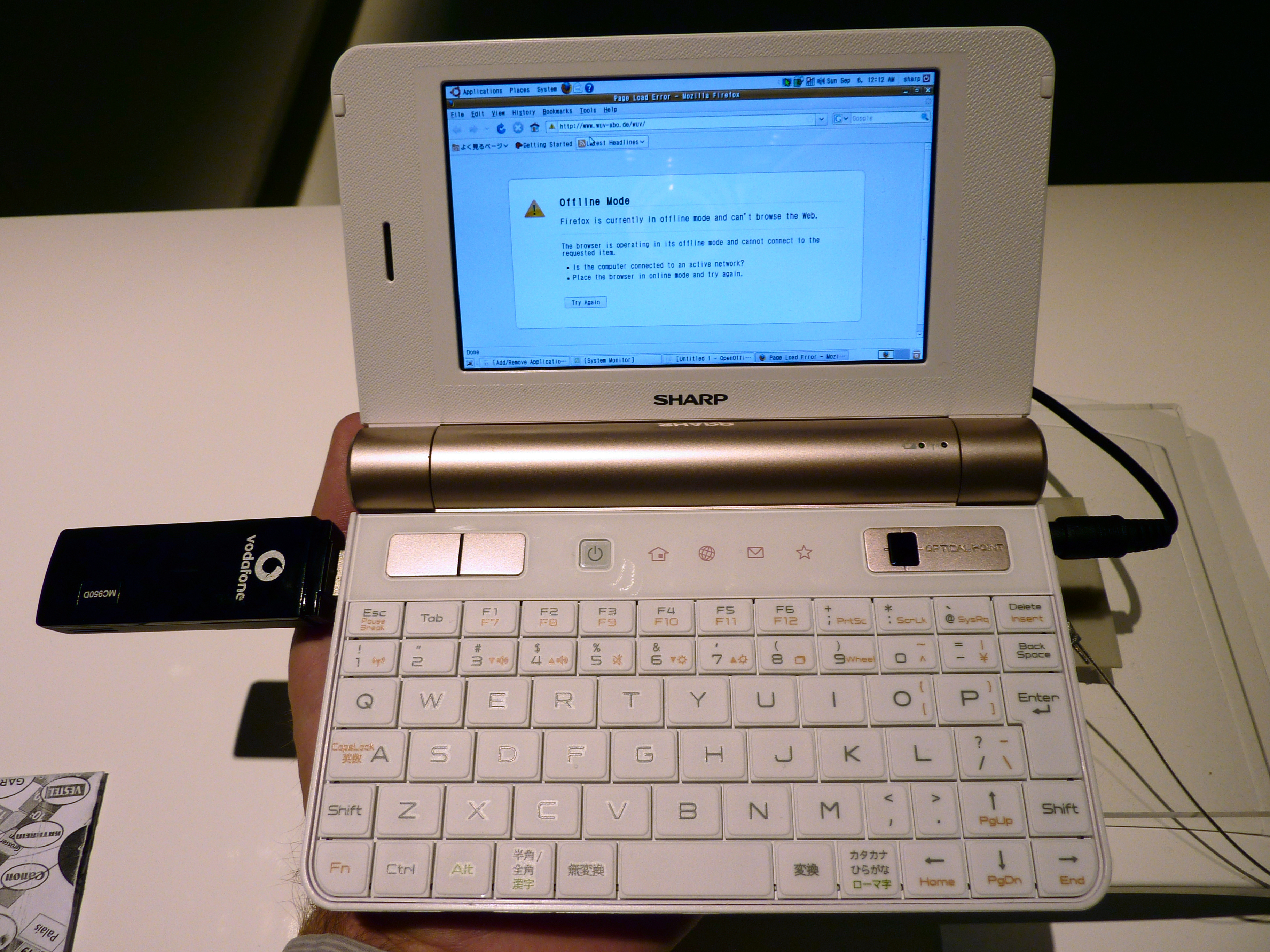
Ноутбук Sharp

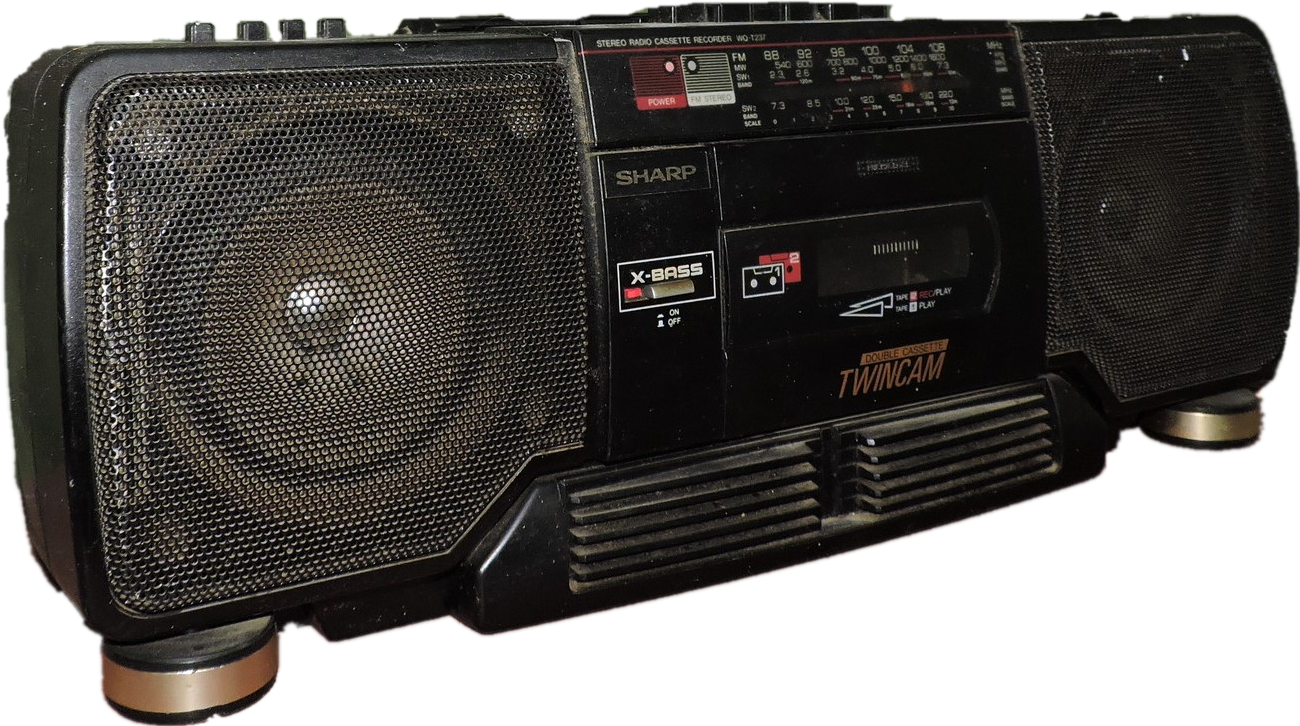
Магнитола Sharp WQ-T237Z (BK) с одним кассетодержателем на две кассеты

- 1912 — Патент на изобретение металлической пряжки для ремня, выданный Токудзи Хаякаве, основателю Sharp
- 1915 — Изобретение механического карандаша, не требующего затачивания («вечно-острого карандаша»)
- 1925 — Первая сборка и начало продаж приёмника с кристаллическим детектором
- 1929 — Производство Sharp Dyne — первого лампового приёмника
- 1953 — Начало массового производства телевизоров
- 1960 — Начало массового производства цветных телевизоров
- 1962 — Разработка и массовое производство микроволновых печей
- 1964 — Разработка и массовое производство первого в мире электронного настольного калькулятора на полупроводниковых элементах (первый полностью транзисторный калькулятор был представлен в 1964 году компанией Sony в Нью-Йорке)
- 1966 — Разработка электронных настольных калькуляторов на интегральных микросхемах
- 1969 — Разработка электронных калькуляторов на основе сверхбольших интегральных схем (СБИС)
- 1972 — Разработка первого копировального аппарата
- 1973 — Разработка первого в мире электронного калькулятора с жидкокристаллическим дисплеем
- 1976 — Серийное производство КМОП БИС на основе плёночных носителей БИС. Разработка электронных калькуляторов толщиной 7 мм с использованием этих БИС. Разработка солнечных батарей для использования в открытом космосе на искусственном спутнике «UME»
- 1979 — Разработка и начало продаж карманного англо-японского электронного переводчика
- 1981 — Разработка лазерного светодиода. Разработка и начало продаж стереопроигрывателя с автоматическим поворотом проигрываемого диска
- 1982 — Разработка карманных компьютеров на языке BASIC
- 1983 — Массовое производство ультратонких электролюминесцентных дисплеев
- 1983 — Разработка стандартной домашней двухкассетной магнитолы, в качестве которой в июле следующего (1984) года вышел первый опытный образец этой магнитолы — SHARP QT-Y4
- 1984 — Разработка микроволновой печи с автоматическим определением типа и количества продукта и времени его приготовления
- 1987 — Разработка и начало продаж магнитно-оптических дисков с возможностью перезаписи. Разработка многофункциональных электронных органайзеров
- 1988 — Разработка первого в мире 14-дюймового дисплея с активной матрицей на жидких кристаллах, что положило начало новой эре жидкокристаллических дисплеев
- 1989 — Начало продаж первых в мире холодильников с двухсторонними дверьми
- 1990 — Разработка первого в мире полноцветного настольного факсимильного аппарата
- 1992 — Начало продаж видеокамеры ViewCam Hi-8mm с 14-дюймовым ЖК-экраном
- 1993 — Разработка и внедрение многофункционального персонального помощника (органайзера)
- 1994 — Разработка 21-дюймового цветного TFT-дисплея для мультимедийного использования
- 1995 — Разработка крупнейшего в мире 28-дюймового дисплея с активной матрицей ставшего возможным благодаря совместному применению технологий ведущих производителей
- 1996 — Появление компьютера ноутбука Mebius с доступом в Интернет и дисплеем с 30 % улучшением яркости. Разработка цифрового помощника «Zaurus» с цветным дисплеем и доступом в Интернет
- 1997 — Разработка высокоотражающего супермобильного TFT-дисплея, имеющего 260 000 цветов. Он не требует подсветки и обладает поразительной четкостью изображения даже при попадании прямого солнечного света
- 1998 — Разработка технологии единокристаллического кремния (CGS) — основы для будущих компьютеров толщиной в несколько миллиметров. («Листовых компьютеров»)
- 2000 — Выпущен первый мобильный телефон со встроенной фотокамерой
- 2009 — Выпущена LED-лампа DL-L60AV с пультом управления для изменения цвета света
- 2013 — Представлен первый в мире 8К-телевизор, который 31 октября 2015 года поступил в продажу.

{{переписать|раздел|дата=28 сентября 202

## Мобильные телефоны
Sharp Corporation — разработчик и производитель сотовых телефонов для домашнего рынка (Япония). Обычно смартфоны привязываются к определенному оператору (Softbank, AU KDDI, NTT Docomo) и реализуются в салонах связи.
В 2016 году смартфоны под брендом Sharp стали продаваться на Тайване. В Европу смартфоны под брендом Sharp пришли в 2018 году.
Производством смартфонов Sharp для тайваньского и европейского рынка занимается компания Foxconn.

## Финансовые показатели

### 2008 год
- Объём продаж корпорации за 2008 финансовый год — 35,34 млрд $.
- Чистая прибыль — 1,05 млрд $.

### 2009 год
- Объём продаж корпорации за 2008—2009 финансовый год (завершился 31 марта 2009) — 29,45 млрд $ (сокращение на 16,7 %).
- Чистые убытки — 1,3 млрд $[8].

### 2012 год
- Чистые убытки Sharp за 2011—2012 финансовый год (завершился 31 марта 2012) составили 380 млрд иен (4,68 млрд $).[9] Агентство Fitch Ratings 02.11.2012 снизило рейтинг Sharp до «В-» («мусорного» уровня).[10]

### 2013 год
- За 2013 финансовый год (завершился 31 марта 2014 года) компания получила прибыль в размере 11,6 млрд иен (около 114 млн $)[11]. Положительный результат был впервые достигнут за 3 года.

### 2015 год
Чистый убыток в IV квартале 2015 года составил 24,7 млрд иен (209 млн $).